# Strange Too
Strange Too — третій відеоальбом Depeche Mode, режисером був Антон Корбейн, відеоальбом вийшов у 1990.
На відміну від попереднього відеоальбому, Strange, все відео повністю кольорове. У цьому альбомі міститься шість відеокліпів, всі пісні з альбому Violator, випущений у тому ж році.